# Haushaltsproduktionsfunktion
Die Haushaltsproduktionsfunktion ist ein Ansatz der Produktionstheorie, bei dem Haushalte temporär die Unternehmerrolle einnehmen und aus Marktgütern (indirekten Gütern) unter Einsatz ihres Wissens, Fähigkeiten und Zeitaufwand Haushaltsendprodukte (direkte Güter) herstellen, die sie gegen den Opportunitätskostenaufwand an sich selbst verkaufen. Die Idee stammt ursprünglich von Gary Becker und Kelvin Lancaster aus den 1960er Jahren.

## Beispiel
Zum Lesen einer Zeitung genügt nicht allein das Vorhandensein der Kopie. Darüber hinaus muss der Konsument auch Humankapital in Form von Lesefertigkeit und Verständnis aufbringen. Eine wichtige Komponente stellt auch der Zeitaufwand dar, der zum Lesen aufgebracht werden muss. Erst somit kann eine Befriedigung des Informationsbedürfnis und damit verbunden ein Zuwachs an Wohlbefinden erreicht werden.